# Dzi-Stein

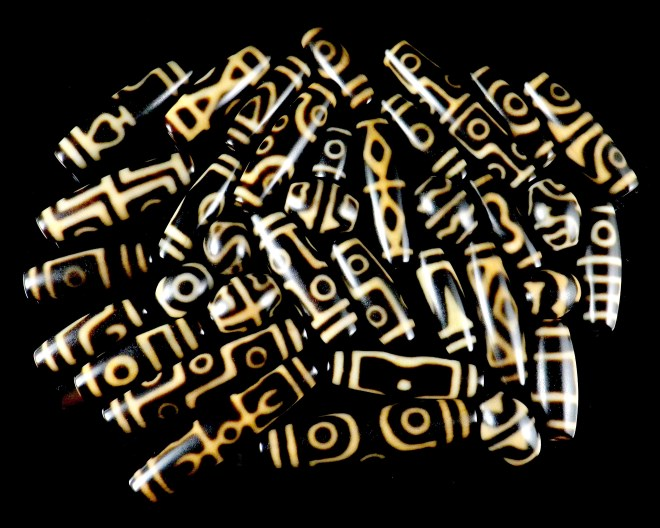
Dzi-Steine

Ein Dzi Stein (tibetisch གཟི།; Aussprache „dzi“ oder „gzi“) ist eine Art Steinperle mit unbekannter Herkunft, die als Teil einer Halskette oder eines Armbands getragen wird. Das tibetische Wort „Dzi“ bedeutet „Glanz, Helligkeit, Klarheit, Pracht“. In einigen asiatischen Kulturen, die tibetische eingeschlossen, wird den Perlen eine positive spirituelle Kraft zugeschrieben. Sie werden in der Regel als schützende Amulette getragen und manchmal in gemahlener Form in der traditionellen tibetischen Medizin verwendet.
Original Dzi-Steine aus Achat oder Onyx sind sehr selten und nur schwer zu bekommen und wenn, dann meist sehr hoch dotiert.

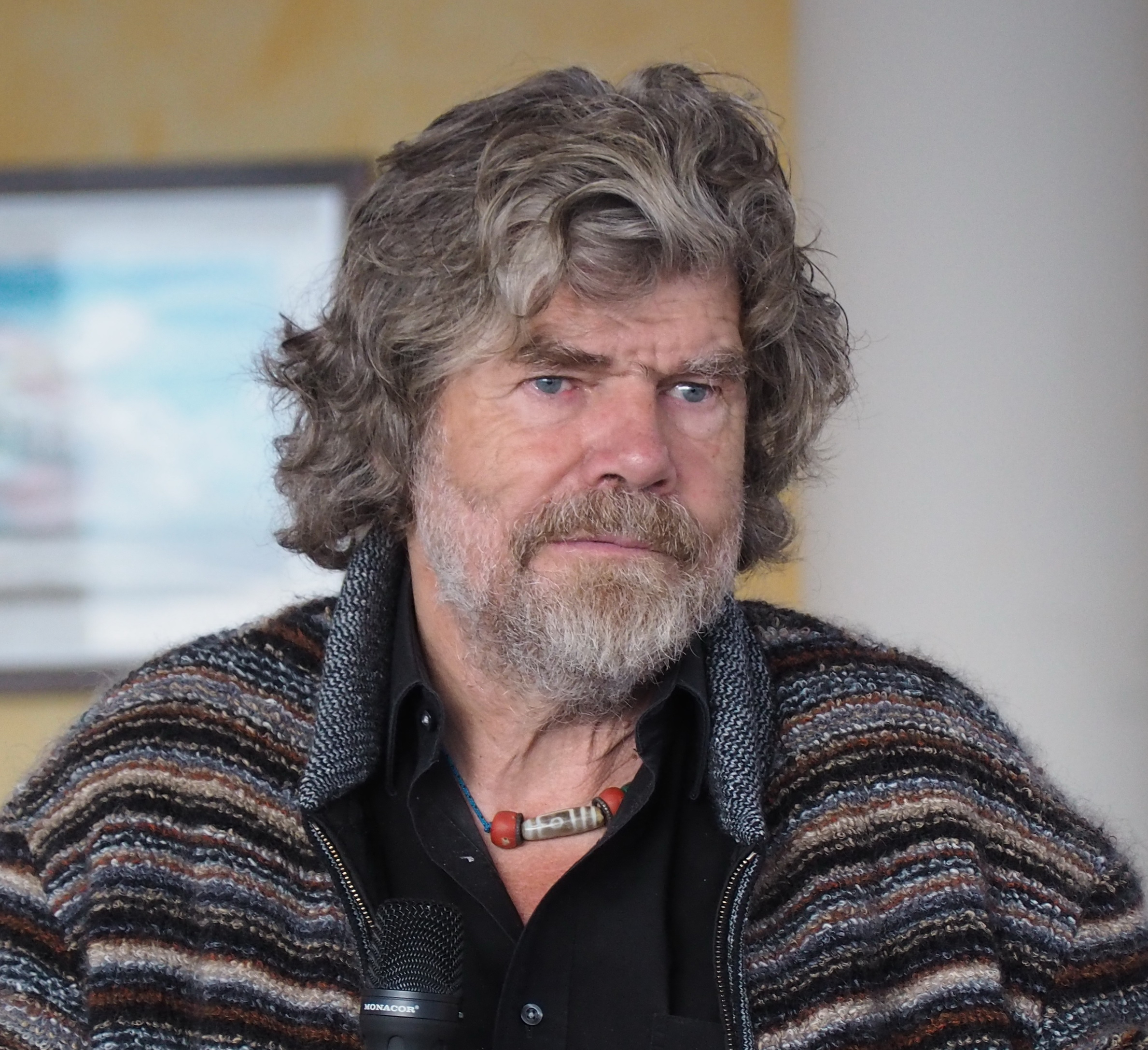
Reinhold Messner mit Dzi-Amulett

Ein bekannter Träger eines Dzi-Amuletts ist der Südtiroler Bergsteiger Reinhold Messner, der mindestens seit den frühen 1980er-Jahren ein Dzi-Amulett trägt und diese in Europa bekannt gemacht hat. Auch der Rennfahrer Michael Schumacher wurde oft mit verschiedenen Dzi-Steinen fotografiert.